# Cal Campà (Guissona)
Cal Campà és una obra de Guissona (Segarra) inclosa a l'Inventari del Patrimoni Arquitectònic de Catalunya.

## Descripció
Edifici de dues plantes amb golfa, que presenta una façana arrebossada blanca amb carreus ecoixinats de pedra.
A la planta baixa trobem una porta gran, una finestra rectangular i una porta petita amb arcs escarsers envoltats per carreus encoixinats.
A la primera planta dues grans obertures quadrangulars amb un petit entaulament i un balcó corregut de forja.
I dividit per una línia d'imposta, arrenca la cornisa de l'edifici amb un cos al centre acabat en forma triangular i decoracions amb maons.